# Factor de crescimento transformante beta 1
O Fator de crescimento transformador beta 1'' (TGF-β1) é um membro polipeptídico da superfamília TGF beta das citocinas. É uma proteína secretada que desempenha muitas funções celulares, como o controlo do crescimento celular, proliferação celular, diferenciação celular e apoptose. Nos humanos, o TGF-β1 é codificado pelo gene TGFB1 no cromossoma 19.

## Função
O TGF-β é um conjunto multifuncional de peptídeos que controla a proliferação e a diferenciação celular e outras funções em muitos tipos de células. O TGF-β atua sinergicamente com o TGF alfa para induzir a transformação tumoral das células. Atua também como um fator de crescimento autócrino. A desregulação da ativação e sinalização do TGF-β pode resultar em apoptose. O TGF-β é sintetizado em muitas células e todas possuem receptores específicos para este peptídeo. As isoformas TGF-β1, TGF-β2 e TGF-β3 funcionam todas utilizando os mesmos sistemas de sinalização do recetor.
O TGF-β1 foi identificado pela primeira vez em plaquetas humanas como uma proteína com uma massa molecular de 25 kDa com potencial utilização na cicatrização de feridas. Mais tarde, determinou-se que é sintetizado como uma grande proteína precursora (contendo 390 aminoácidos) que é depois processada proteoliticamente para produzir um peptídeo maduro de 112 aminoácidos.
O TGF-β1 desempenha um papel importante no controlo do sistema imunitário e exibe diferentes atividades em diferentes tipos de células ou em células que se encontram em diferentes fases de desenvolvimento. A maioria das células imunes (ou leucócitoss secretam TGF-β1.

### Células T
Algumas células T (por exemplo, células T reguladoras) libertam TGF-β1 para inibir as ações de outras células T. Proliferação celular de interleucina 1 e interleucina 2 a partir de células T ativadas, e a ativação de células T auxiliares quiescentes e células T citotóxicas é impedida pela atividade do TGF-β1. Da mesma forma, o TGF-β1 pode inibir a secreção e a atividade de muitas outras citocinas, como o interferon-γ, o fator de necrose tumoral-alfa (TNF-α) e várias interleucinas. Pode também diminuir os níveis de expressão dos recetores de citocinas, como o recetor da IL-2, para regular negativamente a atividade das células imunitárias. No entanto, o TGF-β1 pode também regular positivamente a expressão de certas citocinas nas células T e promover a sua proliferação, especialmente se as células forem imaturas.

### Células B
O TGF-β1 tem efeitos semelhantes nas células B que também variam de acordo com o estado de diferenciação celular. Inibe a proliferação e estimula a apoptose das células B, e desempenha um papel no controlo da expressão de anticorpos, transferrina e proteínas MHC de classe II em células B maduras e imaturas.

### Células mielóides
Os efeitos do TGF-β1 nos macrófagos e monócitos são predominantemente supressores; esta citocina pode inibir a proliferação destas células e impedir a sua produção de espécies reativas de oxigénio (por exemplo, superóxidos (O2−)) e intermediários de azoto (por exemplo, óxido nítrico (NO)). No entanto, tal como acontece com outros tipos de células, o TGF-β1 também pode ter o efeito oposto nas células de origem mielóide. Por exemplo, o TGF-β1 atua como um quimioatraente, direcionando uma resposta imunitária a alguns patógenos; macrófagos e monócitos respondem a baixos níveis de TGF-β1 de forma quimiotáxica. Além disso, a expressão de citocinas monocíticas (como a interleucina 1 (IL-1)-alfa, IL-1-beta e TNF-α), e a morte por fagocitose causada por macrófagos podem ser aumentadas pela ação do TGF-β1.